# Bob-Weltmeisterschaft 1978
Die 33. Bob-Weltmeisterschaft fand 1978 zum fünften Mal in Lake Placid in den Vereinigten Staaten statt.

## Männer

### Zweierbob
| Platz | Land   | Sportler                       | Zeit        |
| ----- | ------ | ------------------------------ | ----------- |
| 1     | SUI I  | Erich Schärer Josef Benz       | 4:22,89 min |
| 2     | GDR II | Meinhard Nehmer Raimund Bethge | +1,89 s     |
| 3     | FRG I  | Jakob Resch Walter Barfuß      | +1,94 s     |
| 4     | SUI II | Hans Hiltebrand Piaget         | +2,07 s     |
| 5     | GDR I  | Horst Schönau Harald Seifert   | +2,17 s     |
| 6     | FRG II | Peter Hell Dieter Gebhard      | +2,46 s     |

Datum: 4./5. Februar 1978

### Viererbob
| Platz | Land   | Sportler                                                                  | Zeit             |
| ----- | ------ | ------------------------------------------------------------------------- | ---------------- |
| 1     | GDR II | Horst Schönau Harald Seifert Horst Bernhardt Bogdan Musiol                | 4:17,50 min      |
| 2     | SUI I  | Erich Schärer Ulrich Bächli Rudolf Marti Josef Benz                       | +0,17 s          |
| 3     | GDR I  | Meinhard Nehmer Raimund Bethge Bernhard Germeshausen Hans-Jürgen Gerhardt | +0,41 s          |
| 4     | AUT II | Walter Delle Karth jun. Kurt Oberhöller Hans Eichinger Franz Jakob        | +0,70 s          |
| 5     | SUI II | Peter Schärer                                                             | +1,93 s          |
| 6     | USA I  | Vincent                                                                   | +1,99 s          |
| …     | …      | …                                                                         | …                |
| DNF   | AUT I  | Manfred Stengl Heinrich Bergmüller Lukas Rettenbacher Bernhard Purkrabek  | Sturz im 2. Lauf |

Datum: 11./12. Februar 1978

## Medaillenspiegel
| Platz | Land                            | Gold | Silber | Bronze | Gesamt |
| ----- | ------------------------------- | ---- | ------ | ------ | ------ |
| 1     | Deutsche Demokratische Republik | 1    | 1      | 1      | 3      |
| 2     | Schweiz                         | 1    | 1      | 0      | 2      |
| 3     | BR Deutschland                  | 0    | 0      | 1      | 1      |